# Martin Raguž
Martin Raguž (Stolac, 2. ožujka 1958.), hrvatski bosanskohercegovački političar i predsjednik HDZ-a 1990 od 2014. do 2015.

## Mladost
Raguž je o obitelji Ivana i Mare u Stocu gdje je završio osnovnu školu i gimnaziju maturiravši 1975. Nakon toga upisao se na Fakultet političkih znanosti u Zagrebu gdje je diplomirao 1980. Godinu poslije učlanio se u Savez komunista BiH gdje je djelovao kao stručni suradnik republičke Omladinske organizacije, a kasnije je u tom svojstvu bio zaposlen i u Skupštini općine Stolac.

## Rat u Bosni i Hercegovini
Raguž se politički aktivirao u vrijeme prvih demokratskih izbora u BiH. Bio je jedan od osnivača liberalno orijentiranog Saveza socijalističke omladine BiH. U vrijeme izbora kandidirao se za hrvatskog člana Predsjedništva SR BiH kao kandidat SSO-a BiH. Međutim, od ukupno sedam hrvatskih kandidata, Raguž je završio posljednji s osvojenih 130 428 (6.13%) glasova, a u Predsjedništvo su izabrani Stjepan Kljujić i Franjo Boras iz HDZ-a BiH.
Početkom rata u Bosni i Hercegovini 1992., Raguž je imenovan ministrom za rad i socijalnu politiku u Vladi Republike BiH gdje je djelovao u opkoljenom Sarajevu. U to vrijeme njegovo ministarstvo uspjelo je uspostaviti humanitarni sustav u Sarajevu i okolici. Početkom Bošnjačko-hrvatskog sukoba pristupio je u HDZ BiH te je prihvatio poziv Vlade Hrvatske Republike Herceg-Bosne da pomogne u popravljanju humanitarnog stanja, stabilizaciji prilika i razvoju humanitarnog sustava u Herceg-Bosni.
Tijekom bošnjačko-hrvatskog sukoba Raguževa obitelj vrlo jeftino je otkupila zgradu mjesnog Doma kulture u |Stocu i pretvorila ga u restoran gdje su posluživani bogati hrvatski, ali i međunarodni dužnosnici. Njegova obitelj postala je jedna od najutjecajnijih u Stocu. No, muslimansko stanovništvo optužilo ih je za sudjelovanje u uništavanju i pljačkanju, kao i razvlašćivanja Muslimana u Stocu.
Do 1. prosinca 1993. radio je kao zamjenik predstojnika Ureda za prognanike, izbjeglice i raseljene osobe HR Herceg-Bosne, nakon čega je imenovan predstojnikom tog ureda zamijenivši Darinka Tadića na tom položaju. Na tom položaju ostao je sve do 1994., kada je osnovano Ministarstvo za izbjeglice i socijalna pitanja Vlade Federacije BiH, u kojem je radio kao zamjenik ministra sve do kraja rata 1995.

## Poslije rata
Nakon rata Raguž je imenovan ministrom bez resora u Vladi Federacije BiH gdje je ostao sve do 1996., a u to vrijeme bio je zadužen za koordinaciju aktivnosti za implementaciju Daytonskog sporazuma. Između 1997. i 1998., u vrijeme mandata Krešimira Zubaka, bio je šef ureda hrvatskog člana Predsjedništva BiH. U tom svojstvu u travnju 1998. predložio je da se hrvatsko-bošnjaka Federacija BiH podijeli na hrvatski i bošnjački dio koji bi imali iste ovlasti kao i Republika Srpska, tvrdeći da stanje s "jednom državom, dva entiteta i tri nacionalnosti" blokira svako djelovanje vlasti.
Između 1999., pa sve do imenovanja predsjedateljem Vijeća ministara BiH 2000. bio je ministar za ljudska prava i izbjeglice u Federalnoj Vladi Edhema Bičakčića.
Nakon općih izbora održanih u listopadu 2000. Raguž je imenovan predsjedateljem Vijeća ministara BiH 18. listopada 2000. Na toj je dužnosti ostao sve 22. kolovoza 2001. kada ga je zamijenio Božidar Matić iz Demokratske alijanse za promjene, član SDP-a BiH. Nakon što je uz patronat međunarodne zajednice Alijansa za promjene predvođena SDP-om BiH preuzela vlast u kojoj nisu sudjelovali legitimni predstavnici Hrvata, vodstvo HDZ-a BiH revoltirano razvojem situacije, zajedno s drugim hrvatskim strankama, osnovalo je Hrvatski narodni sabor na kojem je 11. studenoga 2000. odlučeno uspostavljanje Hrvatske samouprave, proglašene 3. ožujka naredne godine. Raguž je imenovan predsjednikom Koordinacijskog vijeća, te je time bio vodeća osoba Hrvatske samourpave. Smatra se najzaslužnijim što vodstvo HDZ-a BiH nije već u ožujku 2001. odlučilo i službeno proglasiti Samoupravu, već je odluka o proglašenju prolongirana za 60 dana.
Nakon što je visoki predstavnik Wolfgang Petritsch smijenio Jelavića na mjestu hrvatskog člana Predsjedništva, počelo se govoriti o mogućim Jelavićevim nasljednicima na mjestu predsjednika HDZ-a BiH. Međunarodna zajednica kao uvjet povratka u politički život HDZ-a BiH postavila je smjenu svih političara koji su sudjelovali u stvaranju samouprave. Iako je i sam Raguž bio dio projekta samouprave, međunarodna zajednica ga je smatrala prihvatljivim na mjestu novog lidera HDZ-a BiH, kao i Božu Ljubića ili njegovog brata Mariofila. Jelavić je dao ostavku na mjesto predsjednika HDZ-a BiH 3. svibnja 2002., kako bi se stranka mogla kandidirati na općim izborima koji su se trebali održati u listopadu. Osam dana poslije naslijedio ga je Bariša Čolak kao vršitelj dužnosti predsjednika.

## HDZ 1990

### Travanjski paket
Nakon raskola unutar HDZ-a BiH, Raguž je bio jedan od osnivača HDZ-a 1990 pod vodstvom Bože Ljubića 8. travnja 2006. Bio je na glasu kao umjerenjak, a težio je modeliranju HDZ-a 1990 po uzoru na HDZ Ive Sanadera. Raskol se dogodio u vrijeme promicanja ustavnih promjena pod Travanjskim paketom, kojem se Ljubić protivio, tvrdeći da bi Paket sveo hrvatski narod u BiH na razinu nacionalne manjine. Raguž je u tom razdoblju bio član Ustavnopravnog povjerenstva Zastupničkog doma PS BiH.
Od ukupno devet članova Ustavnopravnog odbora, njih četvorica su podržavala Travanjski paket, što je bilo nedovoljno za prihvaćanje rasprave u Zastupničkom domu. Dvojica članova odbora bila su izričito protiv Travanjskog paketa, pa su Američko veleposlanstvo, visoki predstavnik te drugi predstavnici međunarodne zajednice pokušali utjecati na Raguža te još dvojicu članova odbora - Beriza Belkića iz Stranke za BiH i Filipa Andrića, tada još člana HDZ-a koji se kasnije pridružio HDZ-u 1990.
Ustavnopravno povjerenstvo je odlučivalo o prihvaćanju nacrta Travajskog paketa za raspravu pred ZD PS BiH 18. travnja 2006. Protivnici Paketa, dvoje zastupniak SBiH-a, te Raguž i Andrić, sada već član HDZ-a 1990, kao i jedan član SDS-a nisu uspjeli umetnuti amandmane svojih stranaka, dok Raguž, pod pritiskom Američkog veleposlanstva, nije niti spomenuo amandmane vlastite stranke u raspravi.

### Napori za ujedinjenje s HDZ-om BiH
Hrvatski premijer Ivo Sanader posjetio je Mostar u ožujku 2009., najavivši "neizbježnost" ujedinjenja HDZ-a BiH i HDZ-a 1990. Raguž je od tada postao vodeći promicatelj ujedinjenja dviju stranaka, nadajući se položaju drugog čovjeka u ujedinjenom HDZ-u BiH, a eventualno i prvog čovjeka stranke. Sanader, također, nije želio ni Čovića ni Ljubića na čelu ujedinjenog HDZ-a BiH, već Raguža, s kojim je bio u vrlo bliskim odnosima. Međutim, Raguževe političke ambicije udaljile su ga od njegovih stranačkih kolega. U travnju je Predsjedništvo HDZ-a 1990 usvojilo platformu za ujedinjenje s HDZ-om BiH pod uvjetom jednake zastupljenosti u vlasti. Međutim, Čović je odbacio mogućnost ujedinjenja već početkom svibnja, a neuspjehu su doprinijeli i dužnosnici HDZ-a 1990 čiji su položaji bili pod rizikom u slučaju ujedinjenja.

### Opći izbori 2010.
Na općim izborima 2010. bio je kandidat za hrvatskog člana Predsjedništva BiH u koaliciji HDZ-a 1990 i HSP-a BiH. U vrijeme kampanje potpisao je inicijativu za Rekom, koja promiče izjednačavanje zločina u bivšoj Jugoslaviji te promovira tezu o građanskom ratu u Hrvatskoj, odbacujući agresiju. Tu inicijativu potpisali su, između ostalih, i Željko Komšić, Žarko Puhovski te Vojislav Stanimirović. Međutim, Raguž nije uspio dobiti izbore. Pobijedio je Željko Komšić iz SDP-a, izabran uglavnom glasovima Bošnjaka, a iza njega je druga bila Borjana Krišto iz HDZ-a BiH. Raguž je osvojio 60 266 (10.84%) glasova i završio je treći.
U vrijeme pregovora oko sastavljanja vlasti na zajedničkoj razini u lipnju 2011., predsjednik SDP-a BiH Zlatko Lagumdžija, na čelu Vijeća ministara BiH gurao je Slavu Kukića. Međutim, njegovom imenovanju protivili su se predstavnici HDZ-a BiH i HDZ-a 1990. Ipak, Lagumdžija je kao kompromisno rješenje naveo Raguža. Za njega je izjavio da "voli Bosnu i Hercegovinu", te da je vrlo iskusan i pragmatičan političar.

### Predsjednik stranke
Od predsjednika stranke Bože Ljubića počeo se udaljavati 2013. Najavio je da će se natjecati za mjesto predsjednika HDZ-a 1990 na Četvrtom saboru stranke koji se održao u srpnju 2013. Oko sebe je okupio vodstvo HDZ-a 1990 u Središnjoj Bosni.
U ožujku 2014. Raguž je pozvao na federalizaciju Bosne i Hercegovine. Njegov poziv pozdravio je bivši visoki predstavnik Christian Schwarz-Schilling. Raguž se na sastanku s ravnateljem Odjela za Južnu i Srednju Europu američkog Državnog tajništva Jonathanom Moorom založio se i za veći utjecaj SAD-a na Bosnu i Hercegovinu.
Županijski odbor HDZ-a 1990 Županije Zapadnohercegovačke je u prosincu 2015. zatražio Raguževu ostavku zbog "opće neaktivnosti i stranačkog nerada i sve lošije stranačke situacije na terenu". ŽO HDZ-a 1990 ŽZH-a je zatražio da održavanje stranačkog sabora umjesto u Sarajevu bude u Mostaru, da sabor bude izbornog, a ne izvještajnog karaktera, profiliranje stranke i isticanje hrvatske demokršćanske ideologije. Ovu inicijativu podržali su parlamentarni zastupnici u FBiH Zdravko Kuzman i Ljuban Herceg, te zastupnik u Skupštini Hercegovačko-neretvanske županije Luka Faletar. Raguž je 23. prosinca 2015. podnio ostavku, opravdavši se zdravstvenim problemima s kralježnicom.

## Predsjednička kampanja 2014.
Raguž je prihvatio kandidaturu HDZ-a 1990 za hrvatskog člana Predsjedništva BiH 5. srpnja. Njegova kandidatura označila je produbljivanje sukoba s Hrvatskim narodnim saborom. Kao temelj svoje politike naveo je suradnju s drugim narodima BiH i zbližavanje BiH Europskoj uniji. Prethodno je kandidaturu za hrvatskog člana Predsjedništva najavio i Živko Budimir, predsjednik Predsjednik Federacije BiH.

### Podrška
Raguž je u kampanji dobio podršku Prve bosanskohercegovačke stranke, čija je predsjednica Šeherzada Delić najavila službenu podršku Ragužu na izborima od njezine stranke.